# Динамо-Нева
Женский хокке́йный клуб «Динамо-Нева» — хоккейный клуб из Санкт-Петербурга, структурное подразделение хоккейного клуба «Динамо» Санкт-Петербург.

## Названия
- 2013—2020 — «Динамо» («Динамо Санкт-Петербург», «Динамо СПб»)
- 2020—настоящее время — «Динамо-Нева»

## История

### 2013-2020: Первые годы и достижения

Эмблема клуба, 2013-2017 гг.

Команда была образована 5 апреля 2013 года. Тренерский штаб возглавил Владислав Продан. Первый два сезона «Динамо Санкт-Петербург» провело в Чемпионате России по хоккею с шайбой среди женщин.
В 2015 году была образована Женская хоккейная лига, куда вступило и «Динамо Санкт-Петербург». По итогам первого сезона ЖХЛ 2015/16 команда заняла четвёртое место, уступив бронзу красноярской «Бирюсе». По окончании сезона контракт с главным тренером Владиславом Проданом, возглавлявшим команду с момента основания, было решено не продлевать. 14 июля 2016 года было объявлено, что команду возглавит Александр Зыбин, ранее возглавлявший молодёжную команду «Динамо Санкт-Петербург».
В сезоне 2017/2018 коллектив впервые в своей истории в ЖХЛ завоевал бронзовые медали в рамках регулярного чемпионата.
В сезоне 2016/2017 команда заняла 3 место в турнирной таблице, но согласно новой системе сыграла в плей-офф. Проиграв в полуфинале «Торнадо» разделила бронзовые медали чемпионата с нижегородским «СКИФом».
В сезоне 2018/2019 хоккеистки впервые завоевали серебряные медали, уступив в финале уфимской «Агидели».

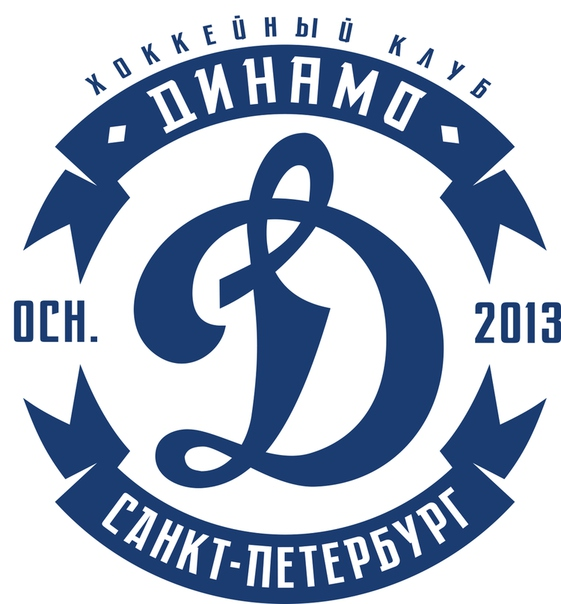
Эмблема клуба, 2017-2020 гг.

В сезоне 2018/2019 команда заняло предпоследнее, седьмое место, в таблице, не попав тем самым в плей-офф. 2 июля на официальном сайте команд системы «Динамо СПб» было сообщено, что женский коллектив пропустит Чемпионат ЖХЛ 2020/2021. 4 июля генеральный директор клуба сообщил ТАСС, что отказ выступать с следующем сезоне связан с оптимизацией бюджета.

### С 2020: возрождение под новым именем
1 октября 2020 года на официальном сайте ЖХЛ появилась новость о том, что вместо команды «Горный» в соревнованиях будет выступать хоккейный клуб «Динамо-Нева». 9 октября Сергей Яковлев, руководитель управления развития ЖХЛ, подтвердил, что данная команда заявлена для участия в ЖХЛ. Команда была воссоздана благодаря фонду «Новое поколение» на базе школы-интерната №576 Василеостровского района, руководством которой является президент женской команды Наталья Скарлыгина. В состав команды вошли хоккеистки расформированного СК «Горный» и хоккеистки, выступавшие за «Динамо» в прошлом сезоне. Главным тренером был назначен наставник Женской сборной России по хоккею Евгений Бобарико. По результатам сезона коллектив занял 5 место в таблице с не попав в плей-офф.
В сезоне 2021/2022 команда вновь напрямую входит в структуру ХК «Динамо Санкт-Петербург». 1 марта 2022 года Евгений Бабарико покинул пост главного тренера. Исполняющим обязанности главного тренера был назначен его помощник Алексей Кусакин.
В июне 2022 года главным тренером команды вновь стал Александр Зыбин.
В сезоне 2023/2024 хоккеистки  
«Динамо-Нева» впервые завоевали кубок ЖХЛ и стали чемпионками России.
В сезоне 2024/2025 хоккеистки  
«Динамо-Нева» завоевали серебряные медали чемпионата России уступив в финале уфимской «Агидели».

## Статистика

### «Динамо» вЧемпионате России
| Сезон     | И  | В  | ВО | ВБ | ПБ | ПО | П  | О   | Ш       | РС |  |
| --------- | -- | -- | -- | -- | -- | -- | -- | --- | ------- | -- |  |
| 2013/2014 | 40 | 17 | 0  | 3  | 1  | 2  | 17 | 60  | 115-111 | 6  |  |
| 2014/2015 | 32 | 17 | 1  | 0  | 0  | 2  | 12 | 55  | 96-86   | 4  |  |
| Всего     | 72 | 34 | 1  | 3  | 1  | 4  | 29 | 115 | 211-197 |    |  |

### «Динамо» / «Динамо-Нева» вЖенской хоккейной лиге
| Сезон     | И   | В  | ВО | ВБ | ПБ | ПО | П  | О   | Ш       | РС | Плей-офф                            |
| --------- | --- | -- | -- | -- | -- | -- | -- | --- | ------- | -- | ----------------------------------- |
| 2015/2016 | 24  | 13 | 1  | 1  | 0  | 0  | 9  | 43  | 91-57   | 4  | Не проводился                       |
| 2016/2017 | 36  | 20 | 0  | 2  | 3  | 2  | 9  | 69  | 110-65  | 3  | Не проводился                       |
| 2017/2018 | 24  | 12 | 2  | 1  | 1  | 2  | 6  | 45  | 66-35   | 3  | Проиграли в полуфинале: Торнадо 2-0 |
| 2018/2019 | 36  | 20 | 2  | 0  | 1  | 2  | 11 | 67  | 107-73  | 2  | Проиграли в финале: Агидель 3-0     |
| 2019/2020 | 28  | 9  | 2  | 0  | 0  | 2  | 15 | 33  | 68-75   | 7  | Не попали в плей-офф                |
| 2020/2021 | 28  | 12 | 1  | 0  | 2  | 1  | 12 | 41  | 74-64   | 5  | Не попали в плей-офф                |
| Всего     | 176 | 86 | 8  | 4  | 7  | 9  | 62 | 298 | 516-369 |    |                                     |

И — количество проведенных игр, В — выигрыши в основное время, ВО — выигрыши в овертайме, ВБ — выигрыши в послематчевых буллитах, ПО — проигрыши в овертайме, ПБ — проигрыши в послематчевых буллитах, П — проигрыши в основное время, О — количество набранных очков, Ш — соотношение забитых и пропущенных голов, РС — место по результатам регулярного сезона

## Достижения

### Женская хоккейная лигаичемпионат России
- Чемпион: 2024
- Серебряный призёр (3): 2019, 2023, 2025
- Бронзовый призёр (3): 2017, 2018, 2022

## Главные тренеры и руководство клуба

### Руководство клуба
- Президент:  Наталья Вячеславовна Скарлыгина;
- Генеральный директор:  Диана Рафаэлевна Канаева;

### Тренерский штаб
- Главный тренер:  Александр Викторович Зыбин;
- Тренер по ОФП:  Александр Леонидович Янушевич;
- Тренер вратарей:  Иван Владимирович Николаев;

### Персонал
- Администратор:  Павел Владимирович Емельянов;
- Сервисмен:  Алексей Сергеевич Раков;
- Врач:  Наталья Алексеевна Аркадьева;
- Пресс-атташе:  Ксения Алексеевна Арахамиа;

## Список главных тренеров
- Продан, Владислав Андреевич (05.04.2013—30.04.2016)[3]
- Зыбин, Александр Викторович (14.07.2016—02.07.2020)[4]
  - Гудожников, Валерий Викторович (и. о. с 23 марта 2018 до конца сезона)
- Бобарико, Евгений Викторович (01.10.2020—01.03.2022)
  - Кусакин, Алексей Сергеевич (и. о. (с 01.03.2022 до конца сезона)
- Зыбин Александр Викторович (01.06.2022—наст. время)

## В творчестве
- В 2019 году музыкальная группа «Войско» совместно с хоккеистками команды записала для женского коллектива гимн под названием «Динамо».